# 尉迟姓
尉遲姓（「尉」，切，音同「鬱」）為漢字複姓之一，在《百家姓》中排名419位。

## 起源
南北朝時北方鮮卑族有尉遲氏，入中原後學習漢俗，发源于今山西省，有一部分去尉簡爲單姓遲氏，稱遲姓。尉遲是于阗的国姓。

## 外部連結
[在维基数据编辑]
 《百家姓》
 《欽定古今圖書集成·明倫彙編·氏族典·尉遲姓部》，出自陈梦雷《古今圖書集成》